# Rika Kihira
Rika Kihira (jap. 紀平 梨花, Kihira Rika; * 21. Juli 2002 in Nishinomiya) ist eine japanische Eiskunstläuferin, die im Einzellauf startet.
Zu Beginn ihrer ersten Seniorensaison 2018/19 gewann sie auf Anhieb ihre beiden Grand Prix, dann das Grand-Prix-Finale und die Vier-Kontinente-Meisterschaften.

## Sportliche Laufbahn
Kihira trat innerhalb der ISU-Grand-Prix-Serie das erste Mal Anfang November 2018 bei der NHK Trophy an. Sie gewann Gold mit einer Differenz von 4,86 Punkten vor Satoko Miyahara. Ende November gewann sie beim Internationaux de France mit einer Differenz von 3,11 Punkten vor Mai Mihara. Mit zwei Goldmedaillen bei Grand-Prix Wettbewerben qualifizierte sie sich für das Grand-Prix-Finale 2018/19. Dieses gewann sie mit einem Vorsprung von 6,59 Punkten auf die zweitplatzierte Alina Sagitowa aus Russland, der Olympiasiegerin von 2018. Bei ihren ersten Weltmeisterschaften wurde sie Vierte.
In der Saison 2019/20 qualifizierte sich Kihira erneut für das Grand-Prix-Finale. Bei den Vier-Kontinente-Meisterschaften in Seoul gewann sie wie im Vorjahr die Goldmedaille.

## Ergebnisse
| Meisterschaft / Jahr                                                  | 2018    | 2019    | 2020    | 2021    |
| --------------------------------------------------------------------- | ------- | ------- | ------- | ------- |
| Weltmeisterschaften                                                   |         | 4.      | A       | 7.      |
| Vier-Kontinente-Meisterschaften                                       |         | 1.      | 1.      |         |
| Japanische Meisterschaften                                            | 3.      | 2.      | 1.      | 1.      |
| Wettbewerb / Saison                                                   | 2017/18 | 2018/19 | 2019/20 | 2020/21 |
| GP Finale                                                             |         | 1.      | 6.      |         |
| GP NHK Trophy                                                         |         | 1.      | 2.      |         |
| GP Internationaux de France                                           |         | 1.      |         | A       |
| GP Skate Canada                                                       |         |         | 2.      |         |
| CS Ondrej Nepela Trophy                                               |         | 1.      |         |         |
| CS Autumn Classic International                                       |         |         | 1.      |         |
| Challenge Cup                                                         |         | 1.      | 1.      |         |
| GP = Grand Prix; CS = Challenger Series; A = ausgefallener Wettbewerb |         |         |         |         |